# Radiograttis
Radiograttis är ett program i Sveriges Radio där födelsedagsbarn upp till 12 år uppmärksammas via gratulationer inskickade av släktingar. Gratulationen läses upp i radio. De får också önska låtar, och några av dem spelas.